# Lac de Pareloup
Le lac de Pareloup ou  retenue de Pareloup se trouve dans l'Aveyron, entre Rodez et Millau sur le plateau du Lévézou à 805 m d'altitude.
D'une superficie d'environ 1 290 hectares, c'est une retenue artificielle résultant de la construction du barrage de Pareloup par EDF dans les années 1950.
Elle est prisée des pêcheurs et des estivants pour les nombreuses activités (baignade, bateau et pêche) qui s'y pratiquent.

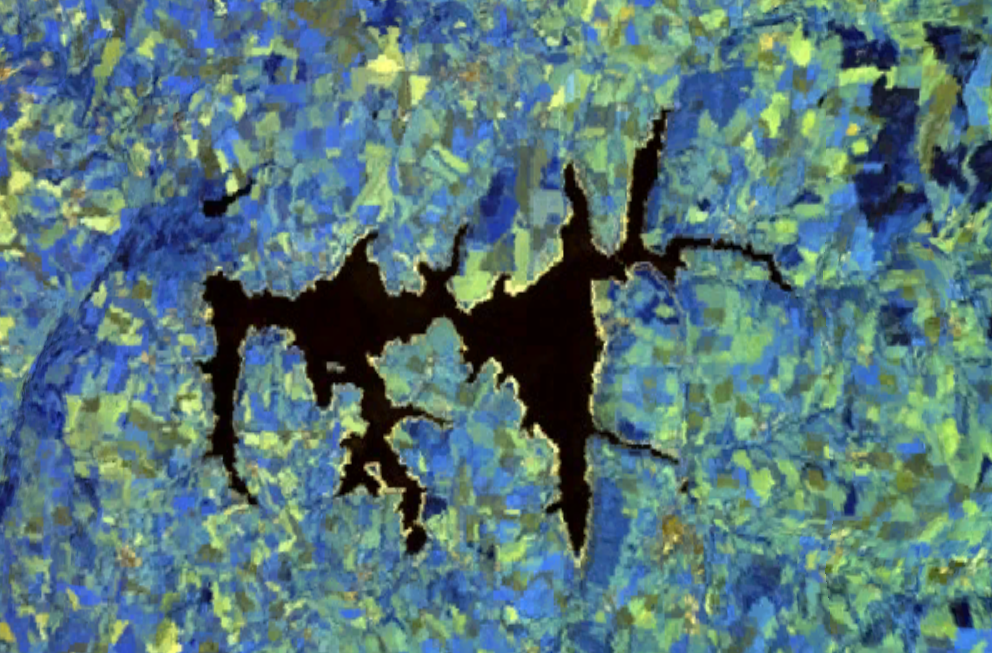
Le lac de Pareloup.

## Géographie
Le lac de Pareloup est la 5e plus grande retenue d'eau artificielle de France et la deuxième du sud de la France. Il appartient à la région des monts et lacs du Lévézou, lieux à vocation agricole notamment d'élevage bovin comme tout l'Aveyron et dans une certaine mesure touristique.
Les rives de la retenue sont très découpées (130 km) et dégagent de nombreuses péninsules et deux îles (au large de la presqu'île de Routaboul et Le Coutal). 
Étant dans une cuvette, des côtes généralement peu escarpées dégagent de vastes plages sableuses ou vaseuses qui font parfois (lorsque la hauteur d'eau est à son minima) plusieurs dizaines de mètres de large.
Le lac de Pareloup se trouve dans un couloir aérien desservant l'aéroport de Rodez-Aveyron. Ainsi, nombreux sont les appareils effectuant leurs rotations afin de s'incliner face à une des pistes de l'aéroport au niveau de ce secteur. 

Le lac de Pareloup
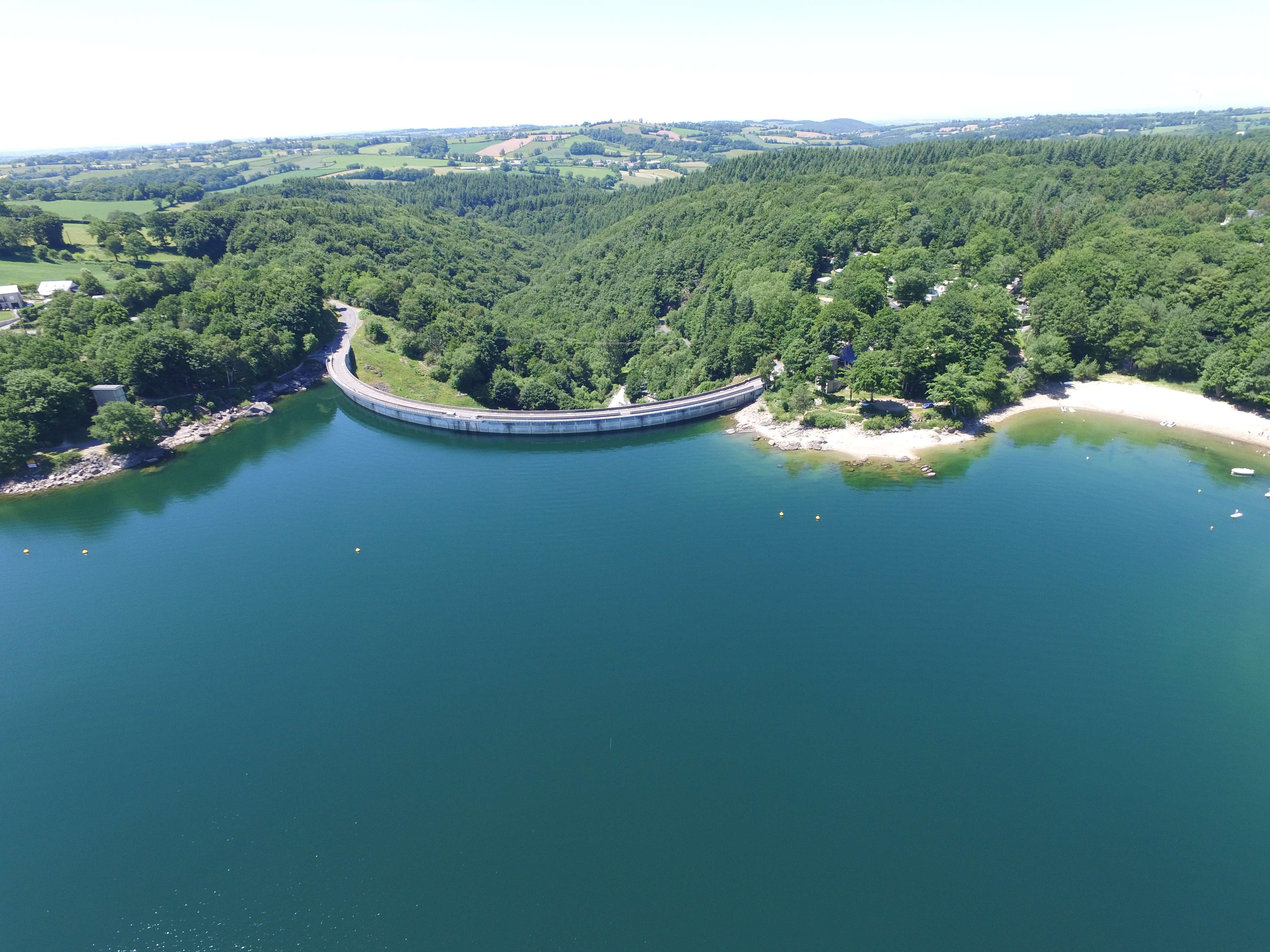
Retenue sur le Vioulou
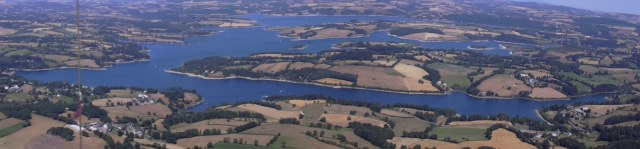
Lac de Pareloup
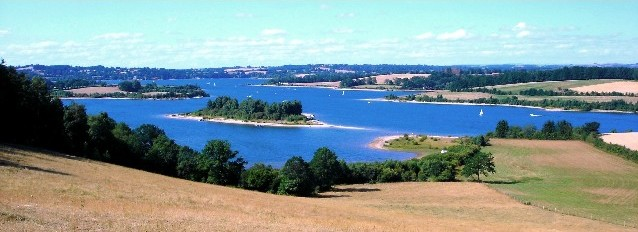
L'île aux serpents

## Histoire

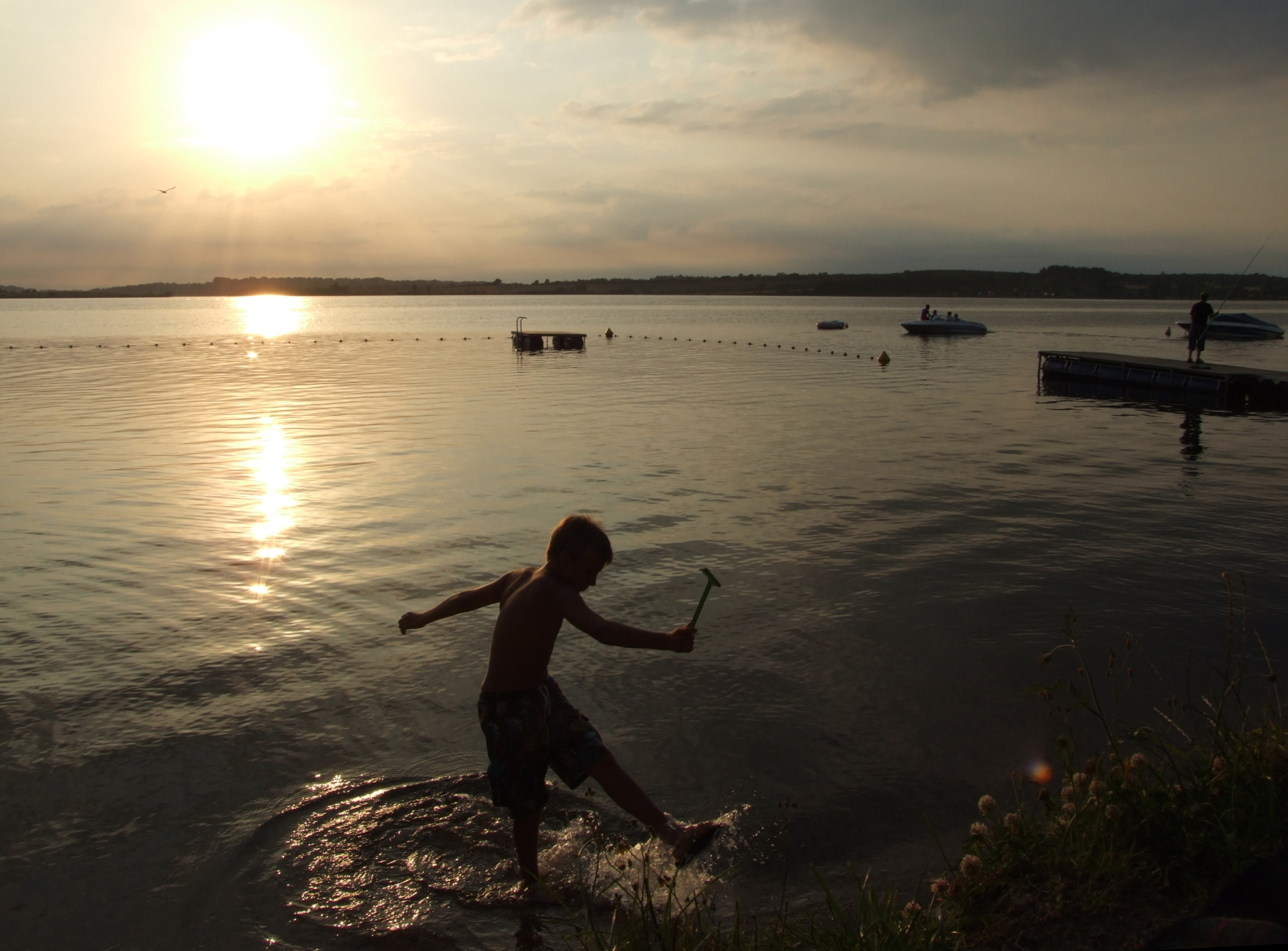
Lac de Pareloup vers Salles-Curan.

Construit dans les années 1950, le Barrage de Pareloup a créé une retenue qui a noyé la cuvette appelée « la cuvette du Vioulou ». Des fermes (Caussanel) et des moulins y furent engloutis.

Le complexe de plusieurs barrages EDF dans la région du Lévézou

Depuis le début des années 1980, le tourisme s'intensifie et l'été les estivants font tripler la population : nombreux campings, résidences secondaires, hôtels, activités nautiques motorisées ou pas, patrimoine bâti et naturel diversifiés ...
En 1993, la vidange de la retenue (la première depuis 1961) a permis de remettre au jour de nombreux vestiges. Le plus connu est le « pont des Quinze-arches » sur lequel passe le tracé de l'ancienne route de Pont-de-Salars à Salles-Curan pour traverser le Vioulou. Ce pont bien que noyé pendant quarante ans était encore intact.
La présence de vestiges archéologiques, comme la voie romaine (Caussanel) et des outils préhistoriques, donne au lieu un intérêt particulier. 

Vidange de 1993
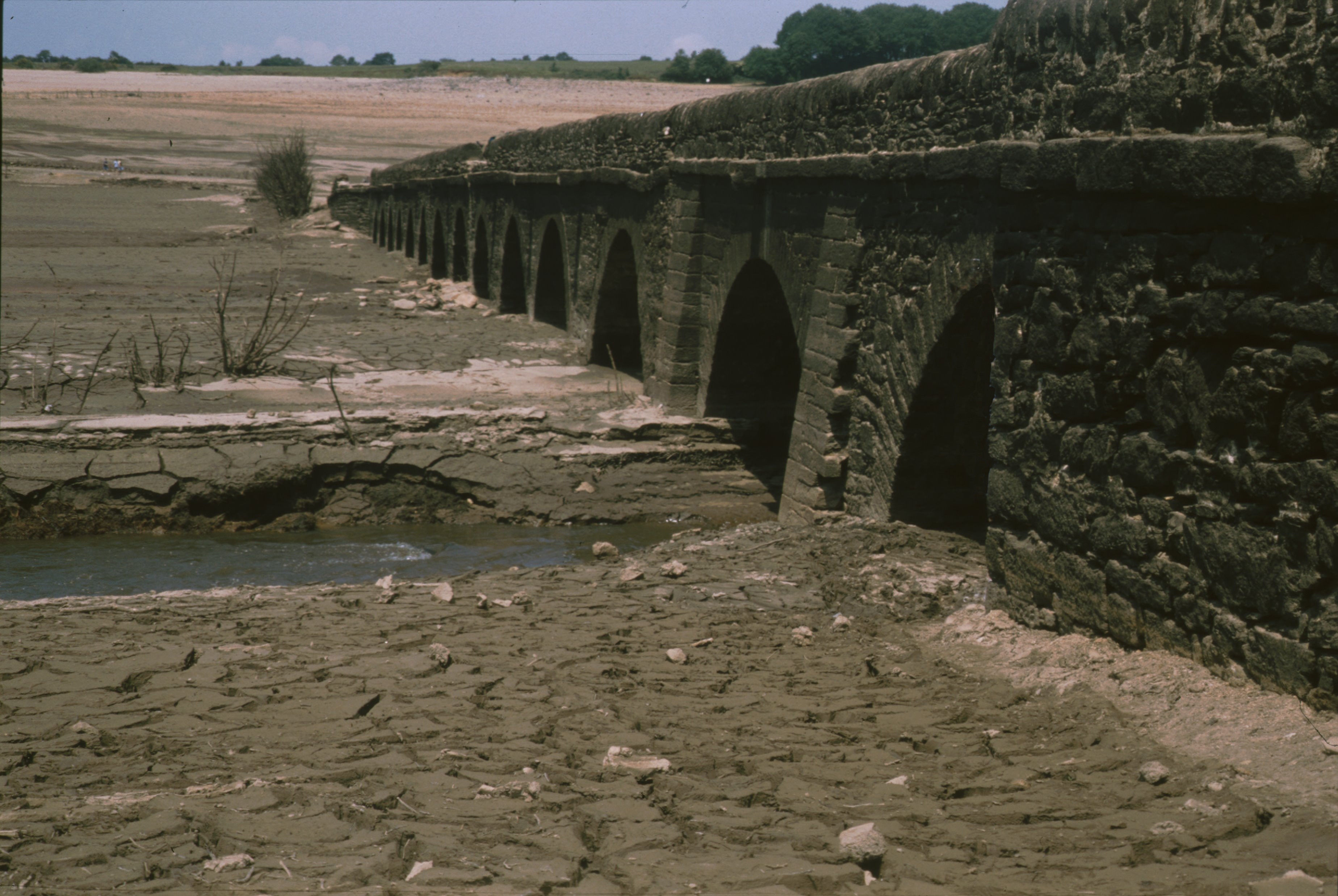
Pont des Quinze-Arches visible à l'occasion de la vidange de 1993.
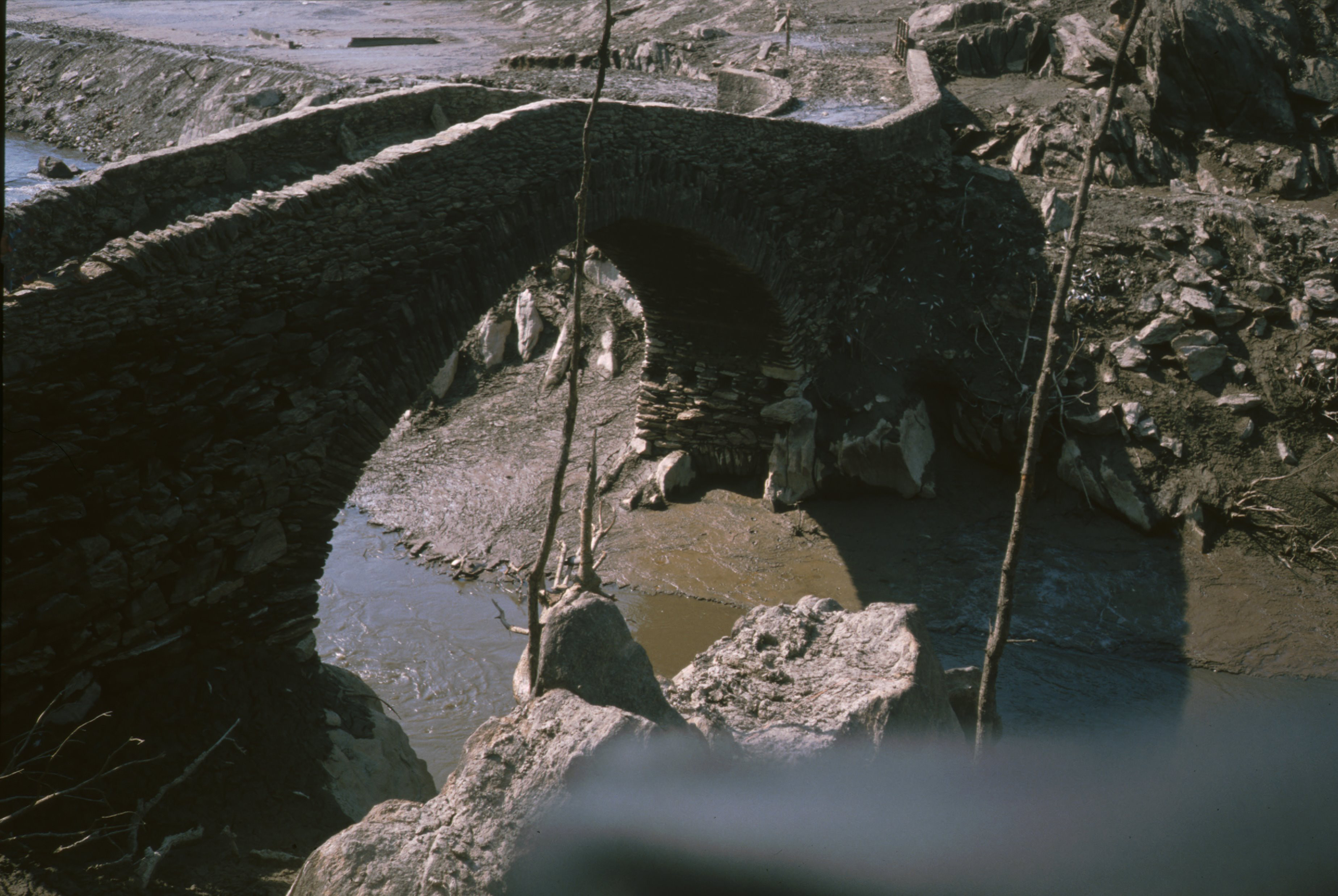
Pont en dos d'âne sous la retenue, visible à l'occasion de la vidange de 1993.

La vidange a permis grâce à une retenue de déterminer la composition piscicole du lac : 15 espèces de poissons ont été identifiés, en majorité du gardon (45 %), de la brème (36 %), du brochet (5,5 %), du sandre (5,16 %) et de la perche commune (5,16 %).

## Aménagements
Le lac est prisé des touristes, et les politiques locales d'aménagement du territoire ont développé l'activité touristique en y créant de nombreuses infrastructures. 
Les routes qui longent plus ou moins les rives desservent deux plages publiques (Notre-Dame-d'Aures-Pareloup, commune d'Arvieu et Vernhes, commune de Salles-Curan), trois ports (Notre-Dame-d'Aures-Pareloup, Vernhes et Salles-Curan), des campings et centres nautiques.
Bien que certaines plages publiques soit surveillées par des sauveteurs, nombreux sont les estivants qui préfèrent celle du Caussanel ou de Saint-Martin-des-Faux qui ne font l'objet d'aucune surveillance.

Activités de loisir
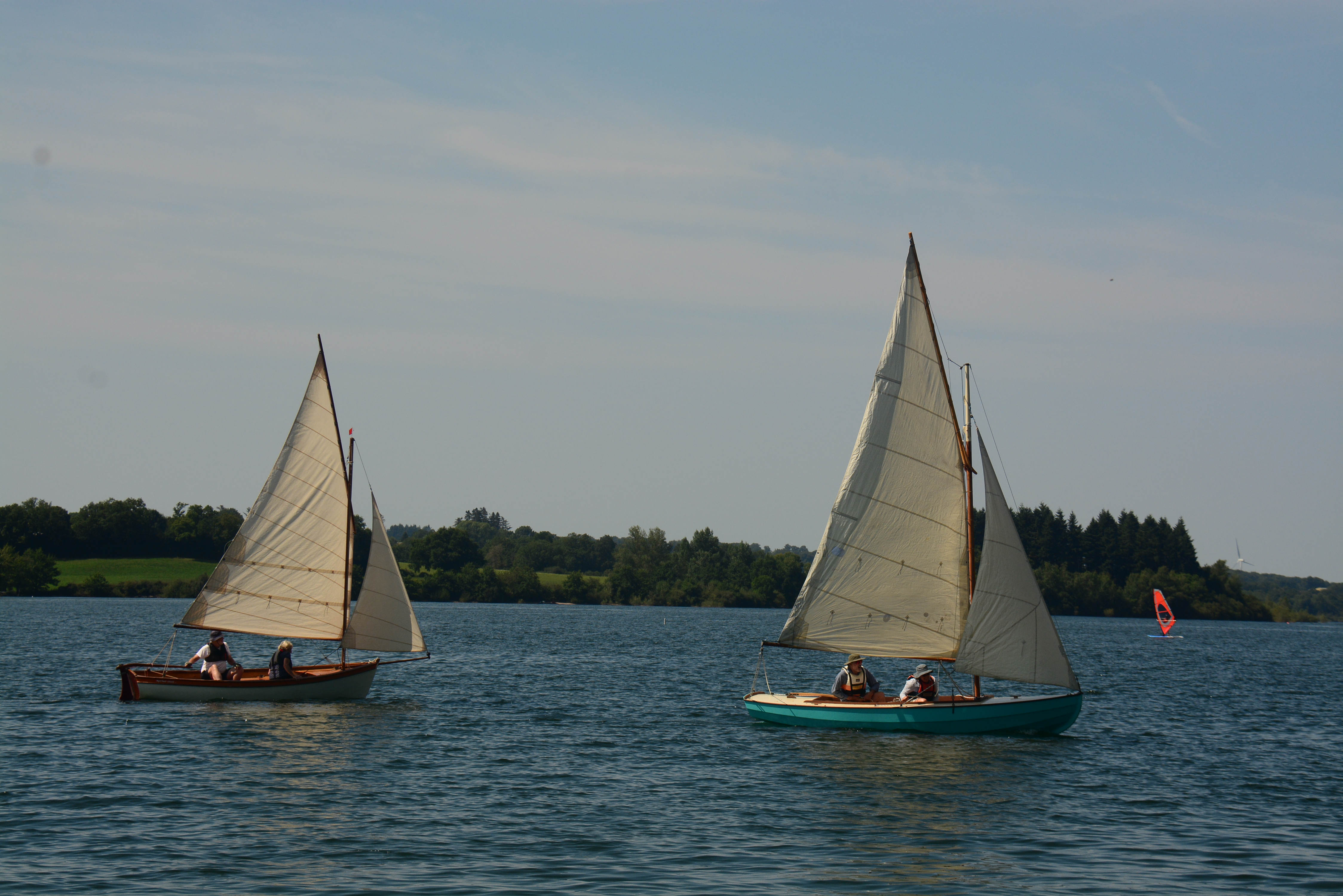
La voile, activité prisée sur le lac de Pareloup
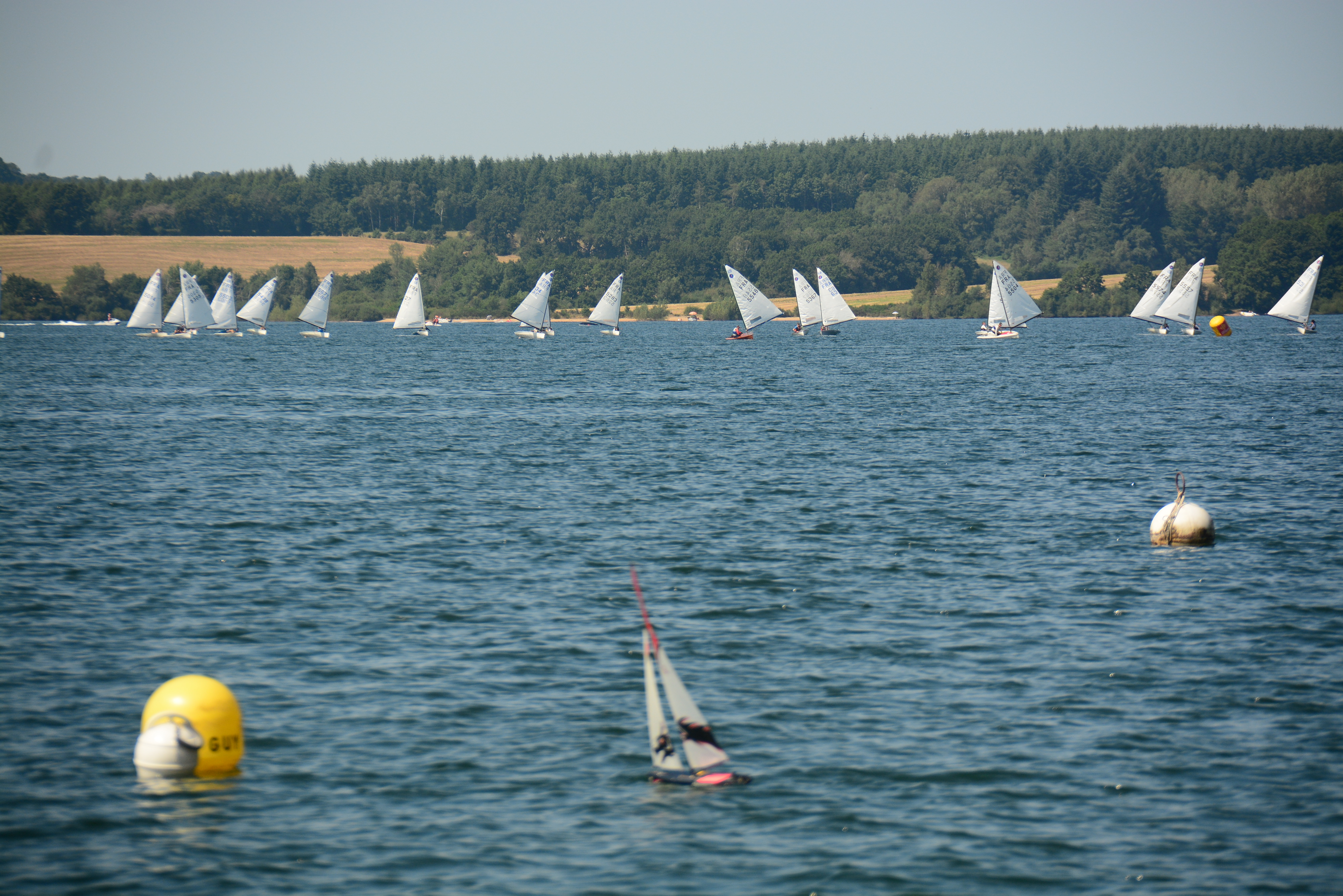
Régate en Moth Europe sur le Lac de Pareloup
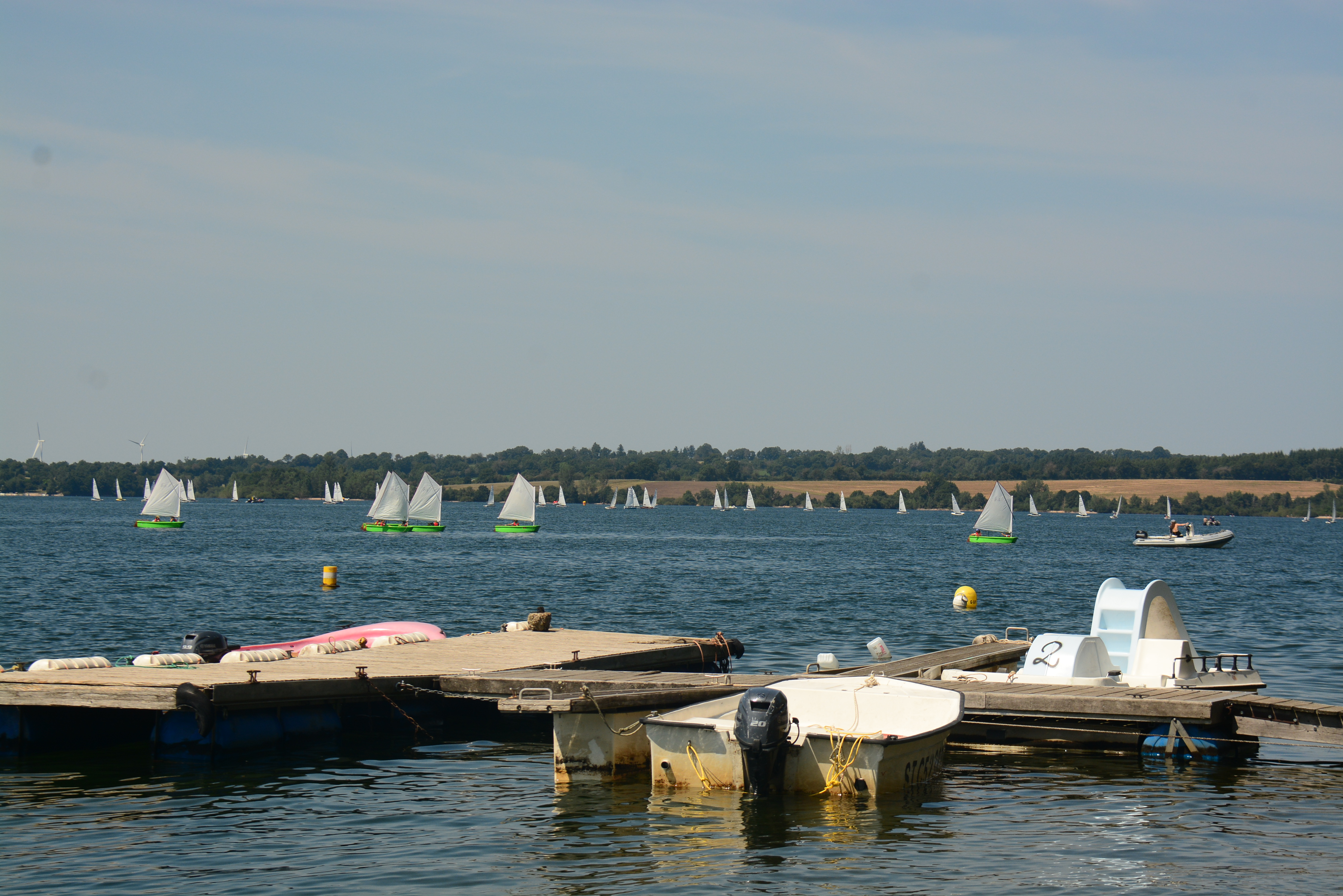
Apprendre à naviguer à la voile avec l'Optimist
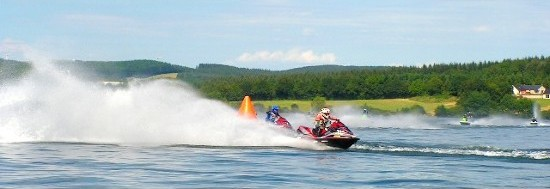
Motomarine en action.

## Bourgs alentour
Les villages situés à proximité :
- Salles-Curan
- Arvieu à 5 km
- Canet-de-Salars à 3 km

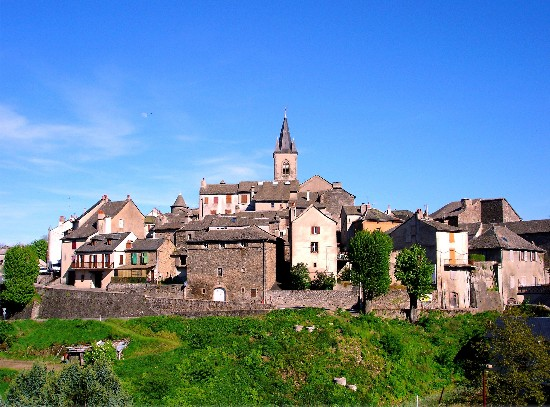
Salles-Curan.

De nombreuses résidences secondaires ont été bâties aux alentours du lac.

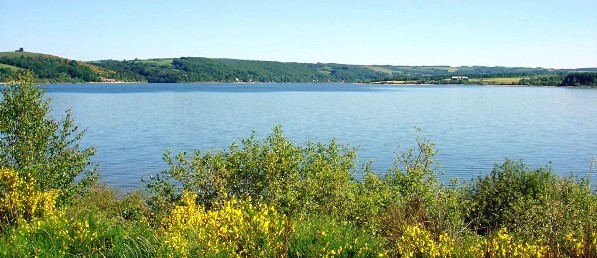
Genêts au bord du lac.

### Pages connexes
- Lévézou
- Liste des lacs de France
- Barrage de Pareloup